# Almeida Faria
Benigno José Mira de Almeida Faria, conhecido como Almeida Faria (Montemor-o-Novo, 6 de Maio de 1943), é um escritor português. Tem uma biblioteca com o seu nome em Montemor-o-Novo.

## Carreira
Frequentou as Faculdades de Direito e de Letras da Universidade de Lisboa, sendo licenciado em Filosofia.
Viveu como escritor residente (1968–1969) nos Estados Unidos (International Writing Program, Iowa City) e em Berlim, onde fez parte do Berliner Künstlerprogramm no qual participaram, entre outros, Witold Gombrowicz, Michel Butor, Michel Foucault, Peter Handke e Mario Vargas Llosa
Tem colaborado em diversas publicações colectivas, nomeadamente em revistas alemãs, brasileiras, francesas, holandesas, italianas, suecas e norte-americanas. O seu nome encontra-se na lista de colaboradores da publicação académica Quadrante  (1958–1962) publicada pela Associação Académica da Faculdade de Direito de Lisboa.  Os seus romances foram objecto de várias teses universitárias na Itália, Holanda, Brasil, França e, mais recentemente, também em Portugal.
Foi professor convidado da Universidade Nova de Lisboa.

## Obra

### Romance
- Rumor Branco. Lisboa, Portugália, (1962). Com prefácio de Vergílio Ferreira
- Tetralogia Lusitana
  - A Paixão. Lisboa, Portugália, (1965)
  - Cortes. Lisboa, Dom Quixote, (1978)
  - Lusitânia. Lisboa, Edições 70, (1980).
  - Cavaleiro Andante (1983)
- O Conquistador. Lisboa, Caminho, (1990)[2]

### Narrativa de Viagem
- O Murmúrio do Mundo. Lisboa, Tinta-da-China, (2012)

### Teatro
- A Reviravolta. Lisboa, Caminho, 1999
- Vozes da Paixão. Lisboa, Caminho, (1998)[3]

Contos
- Os Passeios do Sonhador Solitário (1982)
- Vanitas: 51 Avenue D'Iéna (1996)

### Ensaio
- Do Poeta-Pintor ao Pintor-Poeta (1988)

### Traduções
- Seleccionou e traduziu Poemas Políticos de Hans Magnus Enzensberger. Lisboa, D. Quixote, (1975)

### Traduções das suas obras
- Os seus livros estão traduzidos em várias línguas.

## Prémios
- Prémio Revelação de Romance da Sociedade Portuguesa de Escritores com a obra "Rumor Branco (1962);
- Prémio Aquilino Ribeiro da Academia das Ciências de Lisboa com a obra Cortes (1978);
- Prémio Dom Dinis da Fundação da Casa de Mateus[4] com a obra Lusitânia (1980),
- Prémio Originais de Ficção da Associação Portuguesa de Escritores com a obra Cavaleiro Andante (1983).
- Prémio Universidade de Coimbra de 2010[5]